# 14424 Лаваль
14424 Лаваль (14424 Laval) — астероїд головного поясу, відкритий 30 вересня 1991 року.
Тіссеранів параметр щодо Юпітера — 3,087.